# Dallol Bosso
Pour les articles homonymes, voir Bosso.

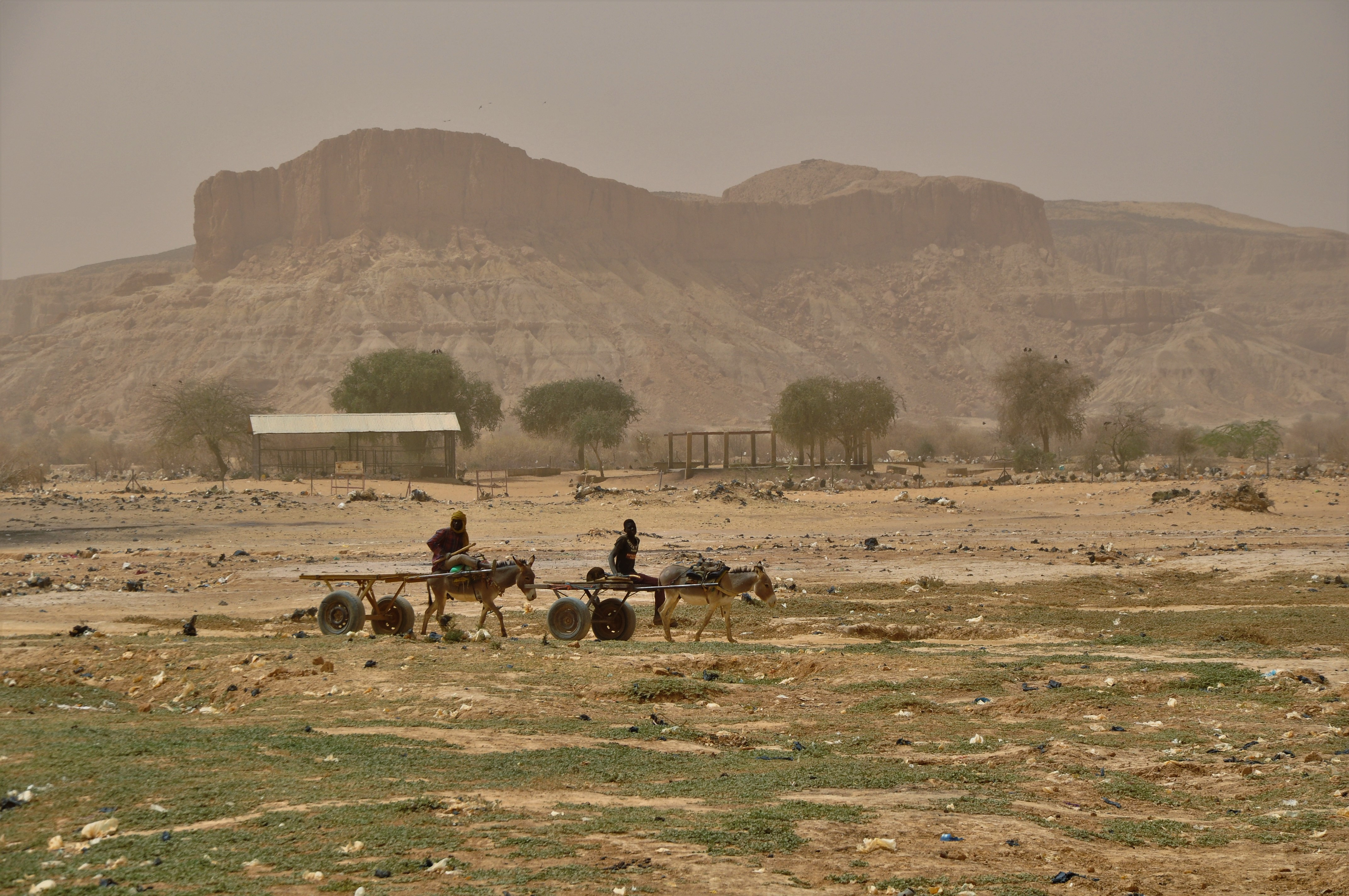
photo du site

Le Dallol Bosso ou Boboye est une vallée et un cours d’eau temporaire (oued ou kori) de l’ouest du Niger.

## Origines
Le Dallol Bosso constitue la partie inférieure du cours de la rivière fossile Azawak.
Le mot « Dallol » signifie « vallée » dans la langue peul, tandis que « Boboye » est le terme équivalent dans la langue zarma.

## Géographie
La vallée du Dallol Bosso orientée nord-sud s’étend sur 350 km de la frontière du Mali jusqu’au fleuve Niger, à la frontière du Bénin. La région comprise entre le Dallol Bosso et le Dallol Maouri est appelée le Zarmatarey par les zarmas.
Les pluies d’été, les nappes phréatiques superficielles et les mares permanentes dans la partie sud en font une région propice pour l’agriculture, l’élevage et la pêche.

## Population
La vallée concentre la majorité de la population des départements de Filingué et de Boboye. Elle est peuplée principalement de zarmas et de peuls.
Les principales villes de la vallée sont Filingué et Birni N'Gaouré.

## Culture et patrimoine
Le Dollol Bosso fait partie des milieux humides protégés par la convention de Ramsar depuis le 26 avril 2004.